# Matt Oakley
Matthew „Matt“ Oakley (* 17. August 1977 in Peterborough, England) ist ein ehemaliger englischer Fußballspieler. 

## Karriere
Oakley galt schon und vor allem in seiner Jugend als großes Talent und bestritt für England vier Spiele mit der U21-Nationalmannschaft; in die Seniorennationalmannschaft konnte er jedoch nicht vordringen. Den Großteil seiner Karriere verbrachte er beim FC Southampton, für den er zwischen 1995 und 2006 insgesamt 232 Erstliga- und 29 Zweitligaspiele bestritt; dabei konnte er 14 Tore erzielen. Mit Southampton feierte er auch den größten Erfolg seiner Karriere, den Einzug ins Finale des FA Cup. Das am 7. Mai 2003 ausgetragene Spiel ging jedoch 0:1 gegen den FC Arsenal verloren.
Im August 2006 wechselte Oakley ablösefrei zu Derby County; in seinen ersten zwanzig Spielen schoss er drei Tore. Dort gelang ihm der Aufstieg in die Premier League. Nach einer enttäuschenden ersten Saisonhälfte wechselte er vom Tabellenschlusslicht für 500.000 Pfund zum damaligen Zweitlisten Leicester City, mit denen er aber in der gleichen Saison in die dritte Liga abstieg. Dort verblieb die Mannschaft jedoch nur für eine Spielzeit und stieg direkt wieder in die zweite Liga auf. In der Saison 2009/10 belegte Leicester als Aufsteiger den fünften Tabellenplatz und qualifizierte sich damit für die erste Play-off-Runde. In dieser scheiterte Oakley mit seinem Verein jedoch nach zwei Spielen im Elfmeterschießen an Cardiff City und verfehlte somit den Aufstieg in die Premier League.